# Belus Prajoux
Belus Prajoux (Santiago del Cile, 27 febbraio 1955) è un allenatore di tennis ed ex tennista cileno.

## Carriera
In carriera ha vinto 6 titoli di doppio, tutti sulla terra battuta. Nei tornei del Grande Slam ha ottenuto il suo miglior risultato raggiungendo la finale di doppio all'Open di Francia nel 1982, in coppia con il connazionale Hans Gildemeister.
Nel 1976, con la squadra cilena, ha raggiunto la finale della Coppa Davis, perdendo contro l'Italia, ma portando alla sua formazione l'unico punto nell'incontro ormai ininfluente con Tonino Zugarelli.

## Statistiche

### Doppio

#### Vittorie (6)
| Numero | Anno | Torneo                                                 | Superficie  | Compagno          | Avversari in finale           | Punteggio     |
| 1.     | 1976 | Dutch Open, Hilversum                                  | Terra rossa | Ricardo Cano      | Wojciech Fibak Balázs Taróczy | 6-4, 6-3      |
| 2.     | 1977 | International Tennis Championships of Colombia, Bogotà | Terra rossa | Hans Gildemeister | Jorge Andrew Carlos Kirmayr   | 6–4, 6–2      |
| 3.     | 1978 | Internazionali d'Italia, Roma                          | Terra rossa | Víctor Pecci      | Jan Kodeš Tomáš Šmíd          | 6–7, 7–6, 6–1 |
| 4.     | 1980 | Santiago Open, Santiago del Cile                       | Terra rossa | Ricardo Ycaza     | Carlos Kirmayr João Soares    | 4-6, 7-6, 6-4 |
| 5.     | 1981 | Bordeaux Open, Bordeaux                                | Terra rossa | Andrés Gómez      | Jim Gurfein Anders Järryd     | 7-5, 6-3      |
| 6.     | 1983 | Viña del Mar Open, Viña del Mar                        | Terra rossa | Hans Gildemeister | Julio Goes Ney Keller         | 6-3, 6-1      |